# Tonicha

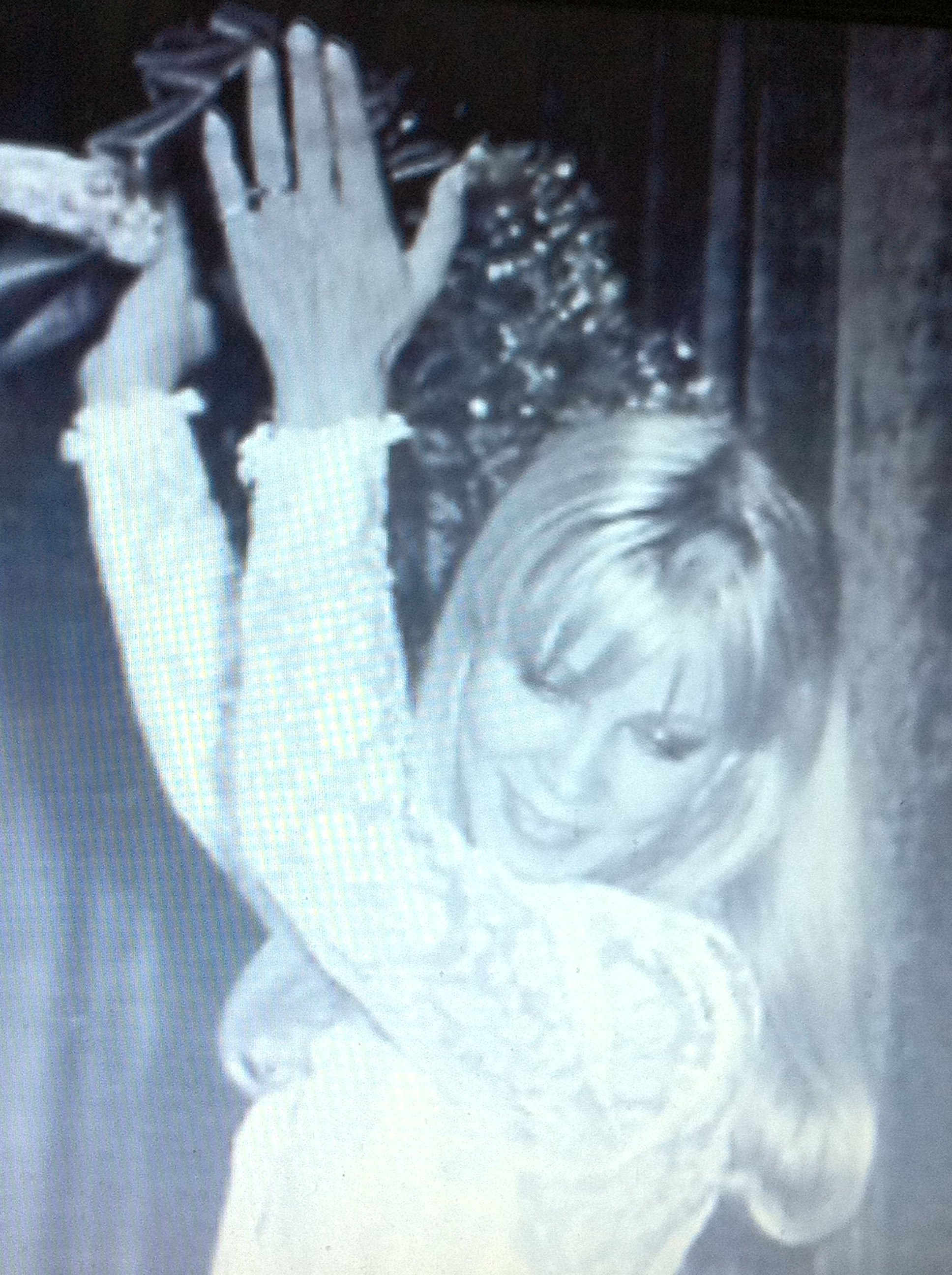
Tonicha

Tonicha (eigentl.: Antónia de Jesus Montes Tonicha Viegas; * 8. März 1946 in Beja) ist eine portugiesische Schlager- und Folklore-Sängerin. 

## Leben und Wirken
Ihre Musikkarriere begann Mitte der 1960er Jahre mit einem Weihnachtsalbum.
Als Gewinnerin des Festival da Canção 1971 durfte sie beim Eurovision Song Contest 1971 in Dublin teilnehmen. Mit dem Schlager Menina do alto da serra erreichte sie den neunten Platz.
Sie blieb bis ins hohe Alter dem portugiesischen Schlager treu und veröffentlichte zahlreiche Tonträger.